# Sissonne (duo comique)
Récompenses
King of Conte 2014
Sissonne (シソンヌ, shisonnnu) est un duo comique japonais (owarai konbi) composé de Jirô et Shinobu Hasegawa. Il fait partie de l'une des principales agences de divertissement au Japon, Yoshimoto Kogyo.
Le duo a été formé en avril 2006 et a remporté le King of Conte de 2014.
Le nom vient des « sissonnes », un saut au ballet,.
Les deux humoristes possèdent également une chaîne YouTube proposant un grand nombre de leurs sketches de spectacles, et dont le nombre d'abonnés dépasse les 330 000 au 1er juillet 2023.

## Membres
Jirô (Jirô Ôkawara) est né le 14 juillet 1978 à Hirosaki, dans la préfecture d'Aomori. Il occupe le rôle du boke et parfois celui du tsukkomi en fonction du conte, et s'occupe de la création des sketches.
Shinobu Hasegawaest né le 6 août 1978 dans la ville de Shizuoka, dans la préfecture du même nom. C'est le tsukkomi du duo, et devient le boke en fonction des sketches.

## Chronologie
Le duo se forme officiellement en avril 2006, soit quelques mois après la fin de leurs études à NSC Tokyo. Ils font partie de la 11e promotion, aussi appelée « 11e génération ».
En 2014, lors de la compétition humoristique de contes King of Conte, le duo a réalisé sa première avancée en finale. Lors de la phase finale, il est apparu lors du quatrième match et a triomphé de manière spectaculaire en battant leurs anciens camarades de classe et
amis Chocolate Planet, qui avait conservé le titre provisoire depuis trois matches consécutifs, avec un score de 74-27 (score total des juges). Cette large victoire a permis aux deux humoristes de remporter la compétition. Bien qu'ils n'aient pas connu une explosion de popularité immédiate, leurs spectacles comiques ont pris de plus en plus d'ampleur et ils ont commencé à apparaître de plus en plus dans émissions de variétés et des séries télévisées grâce à leurs performances d'acteurs.
Le duo participe régulièrement à l'émission Ariyoshi no Kabe depuis 2016, émission jouissant d'une immense popularité au Japon. Ils ont obtenu leur place à travers une audition, alors qu'ils avaient déjà remporté le King of Conte à ce moment-là. Les prestations des deux comiques leur ont permis d'atteindre un très haut niveau de notoriété.

## Télévision

### Émissions en tant qu'invités réguliers
- Ariyoshi no Kabe (有吉の壁?, littéralement Le Mur d'Ariyoshi)[9] (Nippon Television) depuis 2016

## Récompenses
- King of Conte 2014[10]